# .sa
.sa је највиши Интернет домен државних кодова (ccTLD) за Саудијску Арабију. Домени овог типа могу да се региструју преко Интернет сервисне јединице Града краља Абдулазиза за науку и технологију.